# Lobbaltjärnarna (Jokkmokks socken, Lappland, 734555-169709)
Lobbaltjärnarna är en sjö i Jokkmokks kommun i Lappland och ingår i Luleälvens huvudavrinningsområde. Sjön har en area på 0,0636 kvadratkilometer och ligger 370,2 meter över havet.

## Delavrinningsområde
Lobbaltjärnarna ingår i det delavrinningsområde (734407-170005) som SMHI kallar för Ovan 734011-170376. Medelhöjden är 345 meter över havet och ytan är 23,04 kvadratkilometer. Det finns inga avrinningsområden uppströms utan avrinningsområdet är högsta punkten. Vattendraget som avvattnar avrinningsområdet har biflödesordning 4, vilket innebär att vattnet flödar genom totalt 4 vattendrag innan det når havet efter 137 kilometer. Avrinningsområdet består mestadels av skog (68 procent). Avrinningsområdet har 2,35 kvadratkilometer vattenytor vilket ger det en sjöprocent på 10,2 procent.